# Lego Racers (Legoserie)
Lego Racers är en legoserie som är baserad på racerbilar. Serien introducerades 1975 och debuterade då med en Formel 1-bilmodell, men det var först 2001 som namnet Racers dök upp.
Byggmaterialet är av olika legotyper där somliga produkter exempelvis består av ett likadant lego som är symboliskt med Lego Technic-serien; Lego Racers största byggsats/modell, Williams F1 Team Racer (8461, lanserad 2002), har en nästan fullt identisk ritning/bygginstruktion och uppbyggnad som Lego Technic-modellen Silver Champion (8458, lanserad 2000). Med ett femtiotal fler bitar än Silver Champion innebär detta att Williams F1 Team Racer under dess första tre år även var med sina 1 484 bitar historiens dittills största modell/byggsats med denna typ av lego, tills Lego Technic 2005 lanserade byggsats 8421 i form av en mobilkran med 400 fler bitar.

### Fotnoter
1. ↑  Lipkowitz, Daniel (2009). The Lego Book. Dorling Kindersley. sid. 100. ISBN 978-1-4053-4169-1
2. ↑  Bygginstruktion till Williams F1 Team Racer Arkiverad 29 mars 2017 hämtat från the Wayback Machine..
3. ↑  Bygginstruktion till Silver Champion Arkiverad 29 mars 2017 hämtat från the Wayback Machine..
4. ↑  Lista över Lego Racers produkter i samarbete med Technic, Brickset.
5. ↑  Lista över Lego Technic-byggsatser, Brickset.